# Книга мучеников Фокса
«Акты и памятники» (англ. Actes and Monuments), или Книга мучеников Фокса (англ. Foxe's Book of Martyrs) — исторический труд Джона Фокса (1517—1587), впервые опубликованный в 1563 году протестантским печатником Джоном Дэем мартиролог, повествующий об истории протестантизма. В книге Фокс описывает христианских, в основном, британских, мучеников с 37 года до начала XVI века.
Большое значение придаётся протестантским мученикам XVI века во время правления королевы Англии Марии I.

## Первое издание
Д. Фокс начал создание труда в 1552 году, во время правления Эдуарда VI. В 1554 году, ещё находясь в изгнании, автор опубликовал книгу, названную позже великой книгой мученичества. В ней, написанной на латыни, он сосредоточил внимание, главным образом, на преследованиях английских лоллардов в XV веке. В 1550-х годах Д. Фокс продолжил сбор материалов о преследованиях христиан на протяжении всей истории, что привело к первому латинскому изданию знаменитой книги в 1559 году. В 1563 году Фокс с печатником Джоном Дэем опубликовал первое английское издание книги. Это был гигантский том, содержащий 1800 страниц, примерно в три с половиной раза больше латинской книги.

## Второе издание
Д. Фокса критиковали за некоторые части первого издания. Во втором издании, которое было опубликовано в 1570 году, автор учёл эту критику. Эта версия была принята более благосклонно англиканской церковью.

## Третье и четвёртое издание
Д. Фокс опубликовал третье издание в 1576 году, но это издание во многом было идентично второму. Четвёртое и последнее издание, опубликованное в 1583 году, имело более крупный шрифт и лучшее качество бумаги. Издание состояло из двух томов объёмом около 2000 страниц с двойными колонками. Объём книги в этом издании был примерно в четыре раза больше Библии. Эта книга была описана как самая большая и сложная книга, изданная в то время, когда книгопечатанию в Англии было всего несколько десятилетий.
Книга богато иллюстрирована.